# Akçakale
Akçakale (arabsko تل أبيض (Tel Abjaḍ), kurdsko Girê Spî) je pretežno arabsko mesto v severovzhodni Turčiji.